# San Antonio Ilotenango
San Antonio Ilotenango är en kommunhuvudort i Guatemala.   Den ligger i departementet Departamento del Quiché, i den västra delen av landet, 90 km nordväst om huvudstaden Guatemala City. San Antonio Ilotenango ligger 1 946 meter över havet och antalet invånare är 2 021.
Terrängen runt San Antonio Ilotenango är huvudsakligen kuperad, men den allra närmaste omgivningen är platt. Runt San Antonio Ilotenango är det tätbefolkat, med 369 invånare per kvadratkilometer. Närmaste större samhälle är Chichicastenango, 18,1 km sydost om San Antonio Ilotenango. I omgivningarna runt San Antonio Ilotenango växer huvudsakligen savannskog.